# 웁살라시

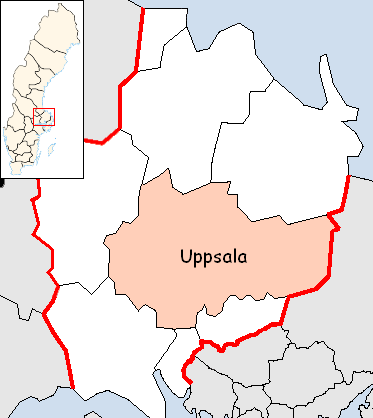
웁살라 시의 위치

웁살라시(스웨덴어: Uppsala kommun)는 스웨덴 웁살라주에 위치한 지방 자치체로 행정 중심지는 웁살라(웁살라 주의 주도)이며 면적은 2,234.47km2, 인구는 214,559명(2016년 12월 31일 기준), 인구 밀도는 96명/km2이다.

시 문장